# Namibijská hokejová reprezentace
Namibijská hokejová reprezentace je národní hokejové mužstvo Namibie. Hokejový svaz sdružuje 450 registrovaných hráčů (z toho 60 seniorů), majících k dispozici 2 haly a 3 otevřené stadiony s umělou ledovou plochou. Namibie je členem Mezinárodní federace ledního hokeje od 31. května 1998. Mezinárodně dosud nehrála.